# Дискография Charli XCX
Дискография английской исполнительницы Charli XCX включает в себя шесть студийных альбомов, четыре микстейпа, три мини-альбома и сорок шесть синглов. В 2007 году певица начинает запись своего первого альбома. Дебютный альбом она назвала 14 (возраст, в котором она его выпустила), однако он имел ограниченный тираж. С альбома вышло два сингла «!Franchesckaar!» и двойной сингл «Emelline»/«Art Bitch» на лейбле Orgy Music в 2008 году. В июне 2012 года выходит первый микстейп певицы Heartbreaks and Earthquakes, в котором было восемь песен; второй микстейп Super Ultra вышел уже через пять месяцев. Дебютный альбом True Romance увидел свет в 2013 году, ему удалось добраться до 85 позиции в британском альбомном чарте, а также войти в чарты США и Австралии.
В том же 2013 году выходит сингл «SuperLove» и достигает 62 места в британском сингловом чарте. Выход сингла ознаменовал смену имиджа артистки и переход к новому музыкальному стилю. В 2014 году выходит сингл «Boom Clap», который был записан для саундтрека фильма «Виноваты звёзды». Песня имела успех на международном рынке, поднявшись на 6 позицию в UK Singles Chart, на 8 в Billboard Hot 100, а также войдя в топ-10 чартов Австралии, Канады и Новой Зеландии. Позднее песня была включена в альбом Sucker (2014), который включал в себя хит-синглы «Break the Rules» и «Doing It». В 2018 году Чарли выпустила песню совместно с Троем Сиваном «1999», которая смогла войти в топ-20 UK Singles Chart. Певица также принимает участие в записи песен совместно с другими артистами. Самой известной можно назвать коллаборацию с Игги Азалией, их «Fancy» смогла добраться до вершины Billboard Hot 100. Весной 2024 она анонсировала новый альбом "brat" он будет доступен на флешках, виниле и на стриминге летом 2024.

## Альбомы

### Студийные альбомы
| Название                                                                                    | Детали                                                                                                | Наивысшая позиция в чартах | Наивысшая позиция в чартах | Наивысшая позиция в чартах | Наивысшая позиция в чартах | Наивысшая позиция в чартах | Наивысшая позиция в чартах | Наивысшая позиция в чартах | Наивысшая позиция в чартах | Наивысшая позиция в чартах | Наивысшая позиция в чартах | Продажи                         |
| Название                                                                                    | Детали                                                                                                | UK                         | AUS                        | AUT                        | BEL (FL)                   | FRA                        | GER                        | IRE                        | NL                         | SWI                        | US                         | Продажи                         |
| ------------------------------------------------------------------------------------------- | --- | -------------------------- | -------------------------- | -------------------------- | -------------------------- | -------------------------- | -------------------------- | -------------------------- | -------------------------- | -------------------------- | -------------------------- | ------------------------------- |
| True Romance                                                                                | - Выпущен: 12 April 2013 - Форматы: CD, LP, digital download - Лейбл: Asylum, Atlantic                | 85                         | —                          | —                          | —                          | —                          | —                          | —                          | —                          | —                          | —                          | - UK: 6,302 - US: 12,000        |
| Sucker                                                                                      | - Выпущен: 15 декабря 2014 - Форматы: CD, LP, digital download - Лейбл: Asylum, Atlantic              | 15                         | 53                         | 44                         | 61                         | 42                         | 57                         | 17                         | 65                         | 33                         | 28                         | WW: 850,000 UK:46,667 US:28,907 |
| Charli                                                                                      | \| - Выпущен: 13 Сентября 2019[19] - Лейбл: Atlantic - Формат: CD, LP, digital download, streaming \| | 14                         | 7                          | 73                         | 55                         | 92                         | 91                         | 21                         | 26                         | 54                         | 42                         | US: 5,500                       |
| How I'm Feeling Now                                                                         | - Выпущен: 15 Мая 2020 - Лейбл: Atlantic - Форматы: LP, digital download, streaming                   | 33                         | 37                         | -                          | 106                        | -                          | -                          | 27                         | 40                         | -                          | 111                        |                                 |
| Brat                                                                                        | - Выпущен: 7 Июня 2024 - Лейбл: Atlantic - Форматы: LP, CD, digital download, streaming               | Вышел                      | Вышел                      | Вышел                      | Вышел                      | Вышел                      | Вышел                      | Вышел                      | Вышел                      | Вышел                      | Вышел                      | Вышел                           |
| Символ «—» означает, что альбом не попал в чарт или не выпускался в данной стране.          | |                            |                            |                            |                            |                            |                            |                            |                            |                            |                            |                                 |
| - Выпущен: 13 Сентября 2019 - Лейбл: Atlantic - Формат: CD, LP, digital download, streaming | |                            |                            |                            |                            |                            |                            |                            |                            |                            |                            |                                 |

### Микстейпы
| Название                    | Детали                                                                               | Наивысшая позиция в чартах | Наивысшая позиция в чартах | Наивысшая позиция в чартах |
| Название                    | Детали                                                                               | AUS                        | NZ Heat.                   | US                         |
| --------------------------- | ------------------------------------------------------------------------------------ | -------------------------- | -------------------------- | -------------------------- |
| Heartbreaks and Earthquakes | - Выпущен: 12 июня 2012 - Формат: Digital download                                   | —                          | —                          | —                          |
| Super Ultra                 | - Выпущен: 7 ноября 2012 - Формат: Digital download                                  | —                          | —                          | —                          |
| Number 1 Angel              | - Выпущен: 10 марта 2017 - Форматы: Digital download, LP, cassette - Лейбл: Asylum   | 74                         | 6                          | 175                        |
| Pop 2                       | - Выпущен: 15 декабря 2017 - Форматы: Digital download, LP, cassette - Лейбл: Asylum | —                          | —                          | —                          |

## Мини-альбомы
| Название                                                                           | Детали                                                                                | Наивысшая позиция в чартах |
| Название                                                                           | Детали                                                                                | US Dance                   |
| ---------------------------------------------------------------------------------- | ------------------------------------------------------------------------------------- | -------------------------- |
| iTunes Festival: London 2012                                                       | - Выпущен: 10 сентября 2012 - Формат: Digital download - Лейбл: Warner                | —                          |
| Vroom Vroom                                                                        | - Выпущен: 26 февраля 2016 - Формат: Digital download - Лейбл: Vroom Vroom Recordings | 2                          |
| Символ «—» означает, что альбом не попал в чарт или не выпускался в данной стране. |                                                                                       |                            |

## Синглы

### Как главный артист
| Название                                                                          | Год  | Наивысшая позиция в чартах | Наивысшая позиция в чартах | Наивысшая позиция в чартах | Наивысшая позиция в чартах | Наивысшая позиция в чартах | Наивысшая позиция в чартах | Наивысшая позиция в чартах | Наивысшая позиция в чартах | Наивысшая позиция в чартах | Наивысшая позиция в чартах | Сертификации | Альбом         |
| Название                                                                          | Год  | UK                         | AUS                        | AUT                        | CAN                        | FRA                        | GER                        | IRE                        | NZ                         | SWI                        | US                         | Сертификации | Альбом         |
| --------------------------------------------------------------------------------- | ---- | -------------------------- | -------------------------- | -------------------------- | -------------------------- | -------------------------- | -------------------------- | -------------------------- | -------------------------- | -------------------------- | -------------------------- | --- | -------------- |
| «!Franchesckaar!»                                                                 | 2008 | —                          | —                          | —                          | —                          | —                          | —                          | —                          | —                          | —                          | —                          | | 14             |
| «Emelline» / «Art Bitch»                                                          | 2008 | —                          | —                          | —                          | —                          | —                          | —                          | —                          | —                          | —                          | —                          | | без альбома    |
| «Stay Away»                                                                       | 2011 | —                          | —                          | —                          | —                          | —                          | —                          | —                          | —                          | —                          | —                          | | True Romance   |
| «End of the World» (совместно с Alex Metric)                                      | 2011 | —                          | —                          | —                          | —                          | —                          | —                          | —                          | —                          | —                          | —                          | | Open Your Eyes |
| «Nuclear Seasons»                                                                 | 2011 | —                          | —                          | —                          | —                          | —                          | —                          | —                          | —                          | —                          | —                          | | True Romance   |
| «You’re the One»                                                                  | 2012 | —                          | —                          | —                          | —                          | —                          | —                          | —                          | —                          | —                          | —                          | | True Romance   |
| «You (Ha Ha Ha)»                                                                  | 2013 | —                          | —                          | —                          | —                          | —                          | —                          | —                          | —                          | —                          | —                          | | True Romance   |
| «What I Like»                                                                     | 2013 | —                          | —                          | —                          | —                          | —                          | —                          | —                          | —                          | —                          | —                          | | True Romance   |
| «SuperLove»                                                                       | 2013 | 62                         | —                          | —                          | —                          | —                          | —                          | —                          | —                          | —                          | —                          | | без альбома    |
| «Boom Clap»                                                                       | 2014 | 6                          | 9                          | 26                         | 8                          | 15                         | 36                         | 8                          | 7                          | 33                         | 8                          | - BPI: Gold - BVMI: Gold - ARIA: 2? Platinum - IFPI AUT: Gold - MC: 2? Platinum - RIAA: 2? Platinum - RMNZ: Gold | Sucker         |
| «Break the Rules»                                                                 | 2014 | 35                         | 10                         | 1                          | 9                          | 13                         | 4                          | 46                         | 31                         | 13                         | 91                         | - ARIA: Platinum - BVMI: Gold - MC: Gold - RIAA: Gold                                                            | Sucker         |
| «Doing It» (при участии Риты Ора)                                                 | 2015 | 8                          | 68                         | —                          | —                          | 165                        | —                          | 23                         | —                          | —                          | —                          | - BPI: Silver | Sucker         |
| «Famous»                                                                          | 2015 | 176                        | 75                         | —                          | —                          | —                          | —                          | —                          | —                          | —                          | —                          | | Sucker         |
| «After the Afterparty» (при участии Lil Yachty)                                   | 2016 | 29                         | 30                         | —                          | —                          | —                          | —                          | 44                         | —                          | —                          | —                          | - BPI: Silver - ARIA: Platinum                                                                                   | без альбома    |
| «Boys»                                                                            | 2017 | 31                         | 60                         | —                          | 60                         | 159                        | —                          | 55                         | —                          | —                          | —                          | - BPI: Silver | без альбома    |
| «Out of My Head» (при участии Tove Lo и Alma)                                     | 2017 | —                          | —                          | —                          | —                          | —                          | —                          | —                          | —                          | —                          | —                          | | Pop 2          |
| «5 in the Morning»                                                                | 2018 | —                          | —                          | —                          | —                          | —                          | —                          | —                          | —                          | —                          | —                          | | без альбома    |
| «Focus»                                                                           | 2018 | —                          | —                          | —                          | —                          | —                          | —                          | —                          | —                          | —                          | —                          | | без альбома    |
| «No Angel»                                                                        | 2018 | —                          | —                          | —                          | —                          | —                          | —                          | —                          | —                          | —                          | —                          | | без альбома    |
| «Girls Night Out»                                                                 | 2018 | —                          | —                          | —                          | —                          | —                          | —                          | —                          | —                          | —                          | —                          | | без альбома    |
| «1999» (при участии Троя Сивана)                                                  | 2018 | 13                         | 23                         | —                          | —                          | —                          | —                          | 28                         | —                          | —                          | —                          | - ARIA: Gold | без альбома    |
| «Click» (при участии Ким Петрас и Томми Кэша)                                     | 2019 | —                          | —                          | —                          | —                          | —                          | —                          | —                          | —                          | —                          | —                          | |                |
| Символ «—» означает, что сингл не попал в чарт или не выпускался в данной стране. |      |                            |                            |                            |                            |                            |                            |                            |                            |                            |                            | |                |

### Как приглашённый артист
| Название                                                                                            | Год  | Наивысшая позиция в чартах | Наивысшая позиция в чартах | Наивысшая позиция в чартах | Наивысшая позиция в чартах | Наивысшая позиция в чартах | Наивысшая позиция в чартах | Наивысшая позиция в чартах | Наивысшая позиция в чартах | Наивысшая позиция в чартах | Наивысшая позиция в чартах | Сертификации | Альбом                         |
| Название                                                                                            | Год  | UK                         | AUS                        | CAN                        | FRA                        | GER                        | IRE                        | NZ                         | SWE                        | SWI                        | US                         | Сертификации | Альбом                         |
| --------------------------------------------------------------------------------------------------- | ---- | -------------------------- | -------------------------- | -------------------------- | -------------------------- | -------------------------- | -------------------------- | -------------------------- | -------------------------- | -------------------------- | -------------------------- | --- | ------------------------------ |
| «Lost in Space» (Starkey при участии Charli XCX)                                                    | 2011 | —                          | —                          | —                          | —                          | —                          | —                          | —                          | —                          | —                          | —                          | | Space Traitor Vol. 2           |
| «I Love It» (Icona Pop при участии Charli XCX)                                                      | 2012 | 1                          | 3                          | 9                          | 18                         | 3                          | 8                          | 9                          | 2                          | 10                         | 7                          | - BPI: Platinum - ARIA: 4? Platinum - BVMI: 3? Gold - GLF: Platinum - IFPI SWI: Platinum - MC: 3? Platinum - RIAA: 4? Platinum - RMNZ: Gold | Icona Pop This Is... Icona Pop |
| «Illusions Of» (J?zus Million при участии Charli XCX)                                               | 2013 | —                          | —                          | —                          | —                          | —                          | —                          | —                          | —                          | —                          | —                          | | Double Denim Vol. 1            |
| «Fancy» (Игги Азалия при участии Charli XCX)                                                        | 2014 | 5                          | 5                          | 1                          | 21                         | 51                         | 12                         | 1                          | 23                         | 52                         | 1                          | - BPI: Platinum - ARIA: 4? Platinum - BVMI: Gold - GLF: Platinum - MC: 3? Platinum - RIAA: 7? Platinum - RMNZ: Platinum                     | The New Classic                |
| «Drop That Kitty» (Ty Dolla Sign при участии Charli XCX и Тинаше)                                   | 2015 | —                          | —                          | —                          | 187                        | —                          | —                          | —                          | —                          | —                          | —                          | | без альбома                    |
| «Hand in the Fire» (Mr. Oizo при участии Charli XCX)                                                | 2015 | —                          | —                          | —                          | 124                        | —                          | —                          | —                          | —                          | —                          | —                          | | All Wet                        |
| «Crazy Crazy/Harajuku Iyahoi\|Crazy Crazy» (Ясутака Наката при участии Charli XCX и Кяри Памю Памю) | 2017 | —                          | —                          | —                          | —                          | —                          | —                          | —                          | —                          | —                          | —                          | | Digital Native                 |
| «1 Night» (Mura Masa при участии Charli XCX)                                                        | 2017 | —                          | —                          | —                          | —                          | —                          | —                          | —                          | —                          | —                          | —                          | | Mura Masa                      |
| «Love Gang» (Whethan при участии Charli XCX)                                                        | 2017 | —                          | —                          | —                          | —                          | —                          | —                          | —                          | —                          | —                          | —                          | | без альбома                    |
| «Dirty Sexy Money» (Дэвид Гетта и Афроджек при участии Charli XCX и French Montana)                 | 2017 | 35                         | 18                         | 90                         | 22                         | 46                         | 41                         | 26                         | 82                         | 52                         | —                          | - BPI: Silver - ARIA: Platinum - RMNZ: Gold - SNEP: Gold                                                                                    | 7                              |
| «Girls» (Рита Ора при участии Cardi B, Bebe Rexha и Charli XCX)                                     | 2018 | 22                         | 52                         | 72                         | 138                        | 69                         | 30                         | —                          | 66                         | 54                         | —                          | - BPI: Silver | Phoenix                        |
| «Bitches (Tove Lo song)» (Tove Lo при участии Charli XCX, Icona Pop, Elliphant и Alma)              | 2018 | —                          | —                          | —                          | —                          | —                          | —                          | —                          | —                          | —                          | —                          | | без альбома                    |
| Символ «—» означает, что сингл не попал в чарт или не выпускался в данной стране.                   |      |                            |                            |                            |                            |                            |                            |                            |                            |                            |                            | |                                |

## Несингловые песни, попавшие в чарты
| Название                         | Год  | Наивысшая позиция в чартах | Альбом         |
| Название                         | Год  | NZ Heat.                   | Альбом         |
| -------------------------------- | ---- | -------------------------- | -------------- |
| «3AM (Pull Up)» (при участии MØ) | 2017 | 9                          | Number 1 Angel |

## Участие в других песнях
| Название                      | Год  | Исполнитель(и)            | Альбом                                |
| ----------------------------- | ---- | ------------------------- | ------------------------------------- |
| «Your Eyes»                   | 2010 | Ocelot                    | No Requests                           |
| «Smile»                       | 2013 | Benga                     | Chapter II                            |
| «Float On»                    | 2013 | Danny Brown               | Old                                   |
| «Just Desserts»               | 2013 | Marina and the Diamonds   | без альбома                           |
| «Kingdom»                     | 2014 | Саймон Ле Бон             | The Hunger Games: Mockingjay – Part 1 |
| «Diamonds»                    | 2015 | Giorgio Moroder           | Deja Vu                               |
| «Rollercoaster»               | 2015 | Bleachers                 | Terrible Thrills Vol. 2               |
| «Oz vs. Eden»                 | 2015 | Lawrence Rothman          | без альбома                           |
| «Banshee»                     | 2016 | Santigold                 | 99¢                                   |
| «For U»                       | 2016 | Miike Snow                | iii                                   |
| «Deadstream» (Rostam version) | 2017 | Jim-E Stack, Ростам       | It's Jim-ee                           |
| «I’m a Dream»                 | 2017 | BC Unidos                 | Bicycle                               |
| «Moonlight»                   | 2018 | Lil Xan                   | Total Xanarchy                        |
| «100 Bad (Charli XCX Remix)»  | 2018 | Tommy Genesis             | Tommy Genesis                         |
| «If It’s Over»                | 2018 | MØ                        | Forever Neverland                     |
| «Playboy Style»               | 2018 | Clean Bandit, Bhad Bhabie | What Is Love?                         |

## Песни, написанные для других исполнителей
| Название                                                   | Год  | Исполнитель(и)     | Альбом                        |
| ---------------------------------------------------------- | ---- | ------------------ | ----------------------------- |
| «So Alive»                                                 | 2014 | Neon Jungle        | Welcome to the Jungle         |
| «OctaHate»                                                 | 2014 | Ryn Weaver         | The Fool                      |
| «Say Fuck It»                                              | 2014 | Buckcherry         | Fuck                          |
| «When I Find Love Again»                                   | 2014 | Джеймс Блант       | Moon Landing (Apollo Edition) |
| «Boyfriend Material»                                       | 2014 | Белла Торн         | Jersey                        |
| «Beg for It» (при участии MØ)                              | 2014 | Игги Азалия        | Reclassified                  |
| «OK»                                                       | 2015 | Madeon             | Adventure                     |
| «Same Old Love»                                            | 2015 | Селена Гомес       | Revival                       |
| «Boys & Girls» (при участии Pia Mia)                       | 2016 | will.i.am          | без альбома                   |
| «I, U, Us»                                                 | 2016 | Raye               | Second                        |
| «Jealous»                                                  | 2016 | AlunaGeorge        | I Remember                    |
| «Drum»                                                     | 2016 | MØ                 | без альбома                   |
| «Bang Bang» (при участии R. City, Selah Sue и Craig David) | 2016 | DJ Fresh and Diplo | без альбома                   |
| «Gravity»                                                  | 2017 | Blondie            | Pollinator                    |
| «Tonight» (при участии Laurie Anderson)                    | 2017 | Blondie            | Pollinator                    |
| «Phases» (совместно с French Montana)                      | 2017 | Alma               | без альбома                   |
| «OMG» (при участии Quavo)                                  | 2017 | Camila Cabello     | без альбома                   |
| «Dance for Me» (при участии MØ)                            | 2018 | Alma               | Heavy Rules Mixtape           |
| «Be Right Here» (при участии Goldn)                        | 2018 | Kungs и Stargate   | без альбома                   |
| «My Sex» (при участии Mykki Blanco, Pussy Riot и MNDR)     | 2018 | Брук Кэнди         | War                           |
| «Tears & Tantrums»                                         | 2018 | XYLØ               | без альбома                   |